# 1855年辛辛那提骚乱
1855年辛辛那提骚乱是美国本土主义者和德裔美国人之间的冲突。本土主义者支持反移民的美国人党（又名一无所知党）市长候选人J·D·泰勒。骚乱期间，德裔美国人在通往他们居住的社区越莱茵河区街道上设置了路障，并朝着袭击他们的本土主义者暴徒的头顶发射了大炮。

## 骚乱
在1855年4月的选举中，一无所知党提名了一批候选人，其中《辛辛那提时报》的民粹主义反移民和反天主教编辑詹姆斯·泰勒（James Taylor）被提名为市长候选人。泰勒对移民的煽动性攻击导致该市的紧张局势加剧，选举日爆发了冲突。第二天，一群本土主义者袭击了德裔社区越莱茵河区，引发了一场骚乱，造成数人死亡。暴徒设法销毁了两个德裔选区的选票。德裔居民组织了民兵部队，在藤街上筑起了路障，成功保卫了他们的社区。

## 反响
在不稳定的和平恢复之后，选举官员宣布民主党候选人当选市长。反本土主义媒体大肆报道这场骚乱。《民主报》（Democracy）称这是“任何社区所犯下的最卑鄙、最恶毒的行为之一”。《问讯报》称“找不到任何语言能够表达我们的愤慨……语言只能勉强表达我们对安全的方舟、我们自由的契约竟然被亵渎神明的手无情地夺走并在我们眼前摧毁的憎恶”。哥伦布《政治家报》（Statesman）将本土主义者描述为“鲁莽、午夜、誓言约束的秩序”，并问道：“新教是否已经堕落到需要这样的手段来赋予其个性和支持？”
共和党人曾将天主教问题视为赢得新教移民选票的一种方式，他们对此感到沮丧。编辑约瑟夫·梅迪尔称一无所知党的领导人是“流氓和蠢货”。选举暴力以及本土主义者未能与反奴隶制活动家结成联盟，导致该党在许多公民眼中信誉扫地，并最终导致该运动的消亡。
这场骚乱意味着辛辛那提一无所知党的终结。